# Абрамович, Анте (художник)
Анте Абрамович (хорв. Ante Abramović; 17 мая 1903, Посавски Подгайци — 25 мая 1985, Белград) — хорватский художник.

## Биография
Родился в крестьянской семье. Получив образование в своём родном городе, переехал в Осиек для обучения в гимназии, однако из-за смерти отца ему пришлось прервать обучение. Приняв решение стать художником, Абрамович стал брать уроки у Йосипа Леовича. В 1926 году он ненадолго переехал в Загреб, где обучался живописи у Отона Постружника. В 1928 году он поступил в Белградскую государственную художественную школу, которую закончил через шесть лет. После учёбы работал учителем рисования в гимназии и одновременно с этим участвовал в выставках в составе группы независимых художников «Bojkotaša». В 1939 году Абрамович уехал для дальнейшего обучения в Париж, но из-за начала Второй мировой войны был вынужден вернуться в Белград. В 1944 году он вступил в ряды НОА Югославии. После демобилизации в 1948 году он вернулся к преподавательской деятельности. До выхода на пенсию в 1976 году он являлся профессором Высшей педагогической школы Белграда.